# Balín

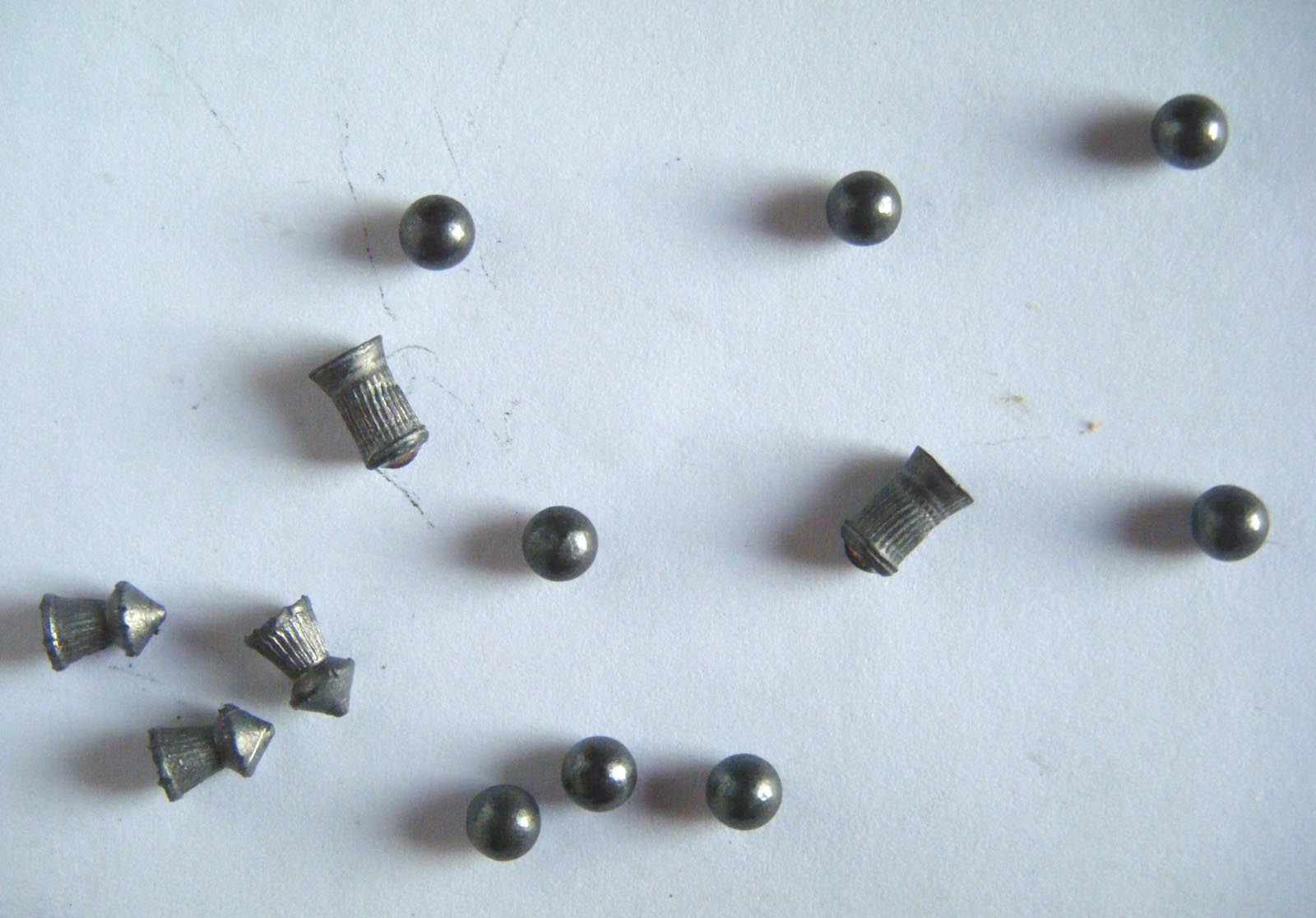
Diferentes tipos de balines.

Balín es el nombre de los proyectiles que disparan las armas de gas y aire comprimido. En algunos países de América Latina se les suele llamar diábolo, postón o simplemente municiones, en España se les llama perdigón.
Lo común es que estén fabricados de plomo o alguna aleación blanda de dicho metal, para que no perjudiquen el ánima del cañón. Sin embargo, a raíz de ciertas preocupaciones medioambientales, se ha popularizado la fabricación de balines con aleaciones distintas al plomo, más duras, en las que un núcleo metálico es rodeado por una camisa plástica para no dañar el ánima, o bien, con aleaciones de estaño, metal también muy blando y maleable.
Por definición, nunca incluyen pólvora ni fulminante.

## Calibres de balines, características y usos
- 4,5 mm (.177): Es el único reconocido para competiciones oficiales. Debido a su bajo peso, alcanza velocidades muy altas, desarrollando una trayectoria muy tensa. También a causa del bajo peso, pierde velocidad muy rápido.
- 5 mm (.20): Poco usado en Europa. Al ser algo más pesado que el anterior, no alcanza velocidades tan altas, por lo que la trayectoria acusa algo más de parábola.
- 5,5 mm (.22): Este y el de 4,5 mm son los más usados. Generalmente tiene un peso igual al doble que el mismo modelo en 4,5 mm o poco menos. La parábola ya es bastante acusada, a no ser que el arma sea ya bastante potente. Es el más usado para la caza, en los países donde está permitida con armas de aire, debido a que por su alto peso pierde poca velocidad y energía en su camino hasta el blanco. Además al ser la sección frontal más alta, la penetración es menor y la cesión de energía es también más alta.
- 6,35 mm (.25): Con este calibre los efectos del peso llegan a extremos máximos, resultando en un calibre poco usable en armas de potencia discreta. Muy usado para caza, al ser los efectos sobre la pieza a abatir todavía más acusados que en caso anterior.
- Perdigones o BB: Esferas de acero de 4,5 mm, muy usados en armas semiautomáticas por su facilidad de carga, que debido a su bajo peso no poseen características de vuelo muy buenas. Por ello generalmente se usan en armas de ocio, no destinadas a competir en ningún tipo de competición. Existen también BB de 6 mm (bola de airsoft), fabricados con mezclas de polímeros y otras sustancias para añadir peso o mejorar su aspecto, usadas solamente por las réplicas de airsoft. En este caso las bajas cualidades de vuelo se magnifican más, al presentar una superficie frontal mayor, y un peso, generalmente menor, además de contar con sistemas como el hop up, el cual le da un cierto giro graduable al BB, de esta forma y utilizando el Efecto Magnus, alarga considerablemente el alcance y la precisión en el tiro con este tipo de munición.

## Tipos según forma

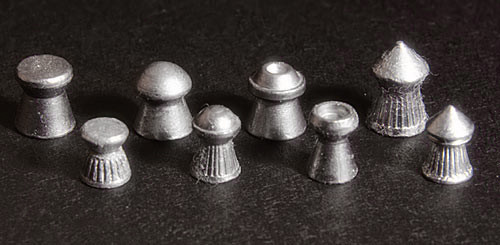
Diábolos, de izquierda a derecha: punta plana, punta redonda, punta hueca y punta afilada. Arriba: calibre 5,5 mm. Abajo: calibre 4,5 mm.

- Cilindrocónica: Poco usados en la actualidad en sus modelos de plomo, solamente en atracciones de feria. Muy poco precisos en este caso. Muchos modelos sin plomo usan esta forma, resultando en un formato muy penetrante. En estos casos por la fabricación, mucho más cuidada que en los cilindrocónicos huecos de plomo, resultan moderadamente precisos, resultando afectados por el viento y las turbulencias por su, generalmente, bajo peso.
- Esférica: Usada prácticamente solo en armas que desempeñan un funcionamiento semiautomático. Poco precisos. Al ser un formato muy compacto se deforman muy poco y por ello resultan bastante penetrantes y proporcionan un impacto condundente en superficies duras.
- Diábolos de punta plana: Probablemente el formato más popular. Muy baratos y de buen comportamiento en cuanto a precisión. Usados para tirar a dianas de papel por dejar un orificio perfecto. Pierden velocidad rápidamente por su forma aplanada en el frontal.
- Diábolos de punta redonda: Probablemente el formato más equilibrado en todos los sentidos. Muy precisos y con poca perdida de velocidad. Los modelos mejor fabricados suelen ser tener esta forma
- Diábolos con punta afilada: Prestaciones parecidas a los de punta redonda.
- Diábolos de punta hueca: Especialmente concebidos para la caza. Su punta hueca se expande al impacto proporcionando un impacto más contundente que deja fuera de combate a la pieza a abatir inmediatamente. Como contrapartida son poco precisos y pierden velocidad muy rápido.